# Miss Bolivia 2007
La 28º edición del certamen Miss Bolivia, correspondiente al año 2007 se celebró en el Salón Sirionó de la Fexpo en la ciudad de Santa Cruz de la Sierra, el 26  de julio de 2007. Concursantes de los nueve departamentos bolivianos compitieron por este título de belleza. Al finalizar la velada, la Miss Bolivia 2006, Jessica Jordan, entregó la corona a su sucesora Katherine David. Es la primera vez que se entregan 5 coronas como Miss Bolivia Universo, Miss Bolivia Mundo, Miss Bolivia Internacional, Miss Bolivia Tierra y Miss Young Bolivia. 

## Ganadoras
| Resultado Final            | Departamento     | Candidata                     |
| -------------------------- | ---------------- | ----------------------------- |
| Miss Bolivia Universo      | Miss Santa Cruz  | Katherine David Céspedes      |
| Miss Bolivia Mundo         | Miss Cochabamba  | Sandra Hernández Saavedra     |
| Miss Bolivia Internacional | Srta. Santa Cruz | Angélica Olavarría            |
| Miss Bolivia Tierra        | Miss Tarija      | Carla Loreto Fuentes Rivero   |
| Miss Bolivia Young         | Miss La Paz      | Carla Adriana Saavedra Arroyo |
| Primera Finalista          | Stra. Litoral    | Karen Ferrante Zankys         |
| Segunda Finalista          | Stra. Chuquisaca | Melina Avendaño               |
| Tercera Finalista          | Miss Litoral     | Beatriz Baldiviezo Cuellar    |

## Candidatas Oficiales
- El jueves 26 de julio 21 candidatas[1] fueron elegidas en sus respectivos concursos departamentales incluyendo El Amazónico y Valle que ahora están luchando por la máxima corona del miss Bolivia 2007, estas lindas bellezas están entre la edad de 17 y 26 años que están en promedio de edad del reglamento del miss universo.

| Título           | Candidata                                | Edad    | Estatura (m) | Ciudad Natal |
| ---------------- | ---------------------------------------- | ------- | ------------ | ------------ |
| Miss Amazonía    | Ericka Maribel Káiser Peralta            | 18 años | 1,72 metros  |              |
| Miss Beni        | Priscila Camila Flores Muñoz             | 18 años | 1,78 metros  | Trinidad     |
| Srta. Beni       | Janina Guedes Uquiola                    | 18 años | 1,72 metros  | Riberalta    |
| Miss Cochabamba  | Sandra Lea Hernández Saavedra            | 21 años | 1,74 metros  | Cochabamba   |
| Srta. Cochabamba | Kenny Carolina Ríos Sanchez              | 18 años | 1,70 metros  | Cochabamba   |
| Miss Chuquisaca  | Larissa Daniela Laurent Carvajal Miranda | 22 años | 1,75 metros  | Monteagudo   |
| Stra. Chuquisaca | Melina Avendaño Pinedo                   | 21 años | 1,75 metros  | Sucre        |
| Miss La Paz      | Carla Adriana Saavedra Arroyo            | 22 años | 1,79 metros  |              |
| Srta. La Paz     | Natalia Brizuela Cainzo                  | 19 años | 1,72 metros  | La Paz       |
| Miss Litoral     | Beatriz Baldiviezo Cuellar               | 23 años | 1,70 metros  |              |
| Stra. Litoral    | Karen Isabel Ferrante Zankys             | 19 años | 1,72 metros  |              |
| Miss Oruro       | Maricé Huallata Quispe                   | 18 años | 1,72 metros  |              |
| Srta. Oruro'     | Ericka Ferreira Villalba                 | 19 años | 1,68 metros  |              |
| Miss Pando       | Paula Alexis Camacho Saucedo             | 17 años | 1,77 metros  |              |
| Miss Potosí      | Lorena Sandoval Berrios                  | 17 años | 1,70 metros  |              |
| Srta. Potosí     | Daniela Coca Chiquillin                  | 21 años | 1,65 metros  |              |
| Miss Santa Cruz  | Katherine David Céspedes                 | 18 años | 1,75 metros  |              |
| Srta. Santa Cruz | Angélica Olavarría Bolaños               | 22 años | 1,78 metros  |              |
| Miss Tarija      | Carla Loreto Fuentes Rivero              | 18 años | 1,73 metros  |              |
| Srta. Tarija     | Claudia Tórrez Valencia                  | 19 años | 1,68 metros  |              |
| Miss Valle       | Tatiana Gisel Torrico Rosas              | 21 años | 1,66 metros  | Cochabamba   |

| Predecesor: Miss Bolivia 2006 - Jessica Jordan | Miss Bolivia 2007 26 de julio de 2007 - Katherine David Céspedes | Sucesor: Miss Bolivia 2008 - Dominique Peltier |